# Peter Novak
Peter Aerts (Leuven, 11 augustus 1973 - Brussel, 19 februari 2008), ook bekend als Peter Novak was als dj actief in de Belgische elektronische muziekwereld.

## Biografie
Op jonge leeftijd werd Aerts beïnvloed door de muzikale achtergrond van zijn vader. Begin jaren 90 begon hij als dj in Leuven. Hij werd er onder meer 'resident' in club Silo. In de zomer van 1994 vertrok Peter naar Ibiza. Club Pacha werd zijn tijdelijke vaste stek.
Toen hij na een verblijf van zes maanden op Ibiza (Eivissa) terugkwam in België, was hij wekelijks te gast in club Cirao (Waregem - West-Vlaanderen). Zijn carrière nam pas echt een vaart met een 'residency' naast DJ Phi-Phi op de 'Legendary Mondays' van club Extreme. Als pionier in zijn genre deelde hij de draaitafels met dj's als John Digweed, Danny Howells, Jimmy van M en Lee Burridge.
In 1998, nadat club Extreme verplicht werd de deuren te sluiten, werd hij 'resident' bij Tour & Taxis (T&T) op zaterdag. T&T werd vrij snel de nieuwe 'hot spot' in Brussel en The Sphere te Tienen van 1999 tot 2001.
Een paar jaar later, in het verlengde van zijn festivaloptreden op de eerste editie van "House Torhout", het eerste Belgische outdoor dance festival, werd Aerts uitgenodigd voor de sluitingsact op de 'Main Stage' van de Cityparade in Luik (2002). Hij speelt er diverse sets en een paar weken later vertegenwoordigt hij België op het Nature One Festival in Duitsland. In datzelfde jaar is Aerts in november te gast op het vernieuwde I Love Techno indoor festival, samen met internationale gasten als Timo Maas, Anthony Pappa, The Youngsters en The FilterHeadz.
Minder dan een jaar nadien is hij resident op de "E-motionz"-party's die plaatsvinden in verschillende clubs: Silo (Leuven), Café d'Anvers (Antwerpen) en Fuse (Brussel). De volgende twee jaar zijn ook artiesten als Fabrice Lig, Jamie Anderson, John Digweed, Dubfire (Deep Dish) en Sasha vaste waarden op deze Belgische party's.
Vanaf 2004 speelt Aerts regelmatig sets in Istanboel (Turkije) en is hij regelmatig te gast bij Silly Symphonies in Den Haag (Nederland).
In 2005 en 2006, is Aerts de drijvende kracht van het project "On The Decks". Dit project bestaat uit 'party series' waar hij (nieuw) Belgisch talent in de kijker plaatst.
In 2005 start hij twee studio projecten: "Novak & Therm" en "Mayan".
Hij overleed op 19 februari 2008 in het Universitair Ziekenhuis te Jette (Brussel). De asverstrooiing vond plaats op het kerkhof van Tienen.

## Discografie
- 2007: Mond (12") (E-Motionz)
- 2007: The Vault (12") (E-Motionz)